# تری‌فلورید بور
تری‌فلورید بور (به انگلیسی: Boron trifluoride) با فرمول شیمیایی BF۳ یک ترکیب شیمیایی با شناسه پاب‌کم ۶۳۵۶ است. که جرم مولی آن 67.82 g/mol (anhydrous) 103.837 g/mol (dihydrate) می‌باشد. شکل ظاهری این ترکیب، گاز بی‌رنگ و مایع بی‌رنگ است.